# حجاره
حجاره (به عربی: الحجارة) یک منطقهٔ مسکونی در لیبی است که در استان سبها واقع شده‌است. حجاره ۴۲۸ متر بالاتر از سطح دریا واقع شده‌است.